# Скульптурна композиція «Григорій і Аксинья в човні»
Скульптурна композиція «Григорій і Аксинья в човні» (рос. Скульптурная композиция «Григорий и Аксинья в лодке») розташована на набережній правого берега Дону в центрі Ростова-на-Дону. Монумент роботи скульптора Сергія Олешні створений за мотивами роману-епопеї Михайла Шолохова «Тихий Дон». Композиція була встановлена поблизу річкового вокзалу в червні 2013 року. Вона стала третім за ліком в Ростовській області пам'ятником персонажам «Тихого Дону». «Григорій і Аксинья в човні» поряд з іншими пам'ятками донської тематики, що з'явилися в Ростові-на-Дону в рамках етапу облагородження міського середовища.

## Опис
Скульптурна композиція ілюструє епізод роману-епопеї «Тихий Дон». Герої книги, закохані Григорій Мелехов і Аксинья Астахова, зображені сидять у весловому човні під час прогулянки по Дону. Аксинья одягнена в ошатну сукню, прикрашену рюшами і мереживами, і тримає невеликий букет. Григорій сидить на кормі у військовій уніформі. Бронзові фігури шолоховських персонажів зображені в натуральну величину. Між скульптурами розташована лавка, якою часто користуються туристи, щоб сфотографуватися. Ніс човна встановлений на купі каміння і піднятий, а асиметрична основа виконана з бетону й облицьована асиметричною плиткою. Частина городян критикували композицію за те, що зображений епізод не має ніякого відношення до Ростова-на-Дону.

## См. також
- Скульптурна композиція «Григорій і Аксинья» у станиці Вешенській